# Неплюевский
Неплюевский — упразднённый посёлок (остановочный пункт) в Карталинском районе Челябинской области. На момент упразднения входил в состав Южно-Степного сельсовета. Исключён из учётных данных в 1995 году.

## География
Располагался севернее реки Карталы-аят у одноименного остановочного пункта Уральской железной дороги, на расстоянии примерно 3,5 км по прямой к северу от села Елизаветопольское.

## История
По данным на 1970 год посёлок Неплюевский входил в состав Южно-Степного сельсовета.
Исключен из учётных данных Постановлением Областной Думы Челябинской области от 21 декабря 1995 года № 307.

## Население
| 1970 | 1977 | 1983 |
| ---- | ---- | ---- |
| 13   | ↗17  | ↘13  |